# Chanan Colman

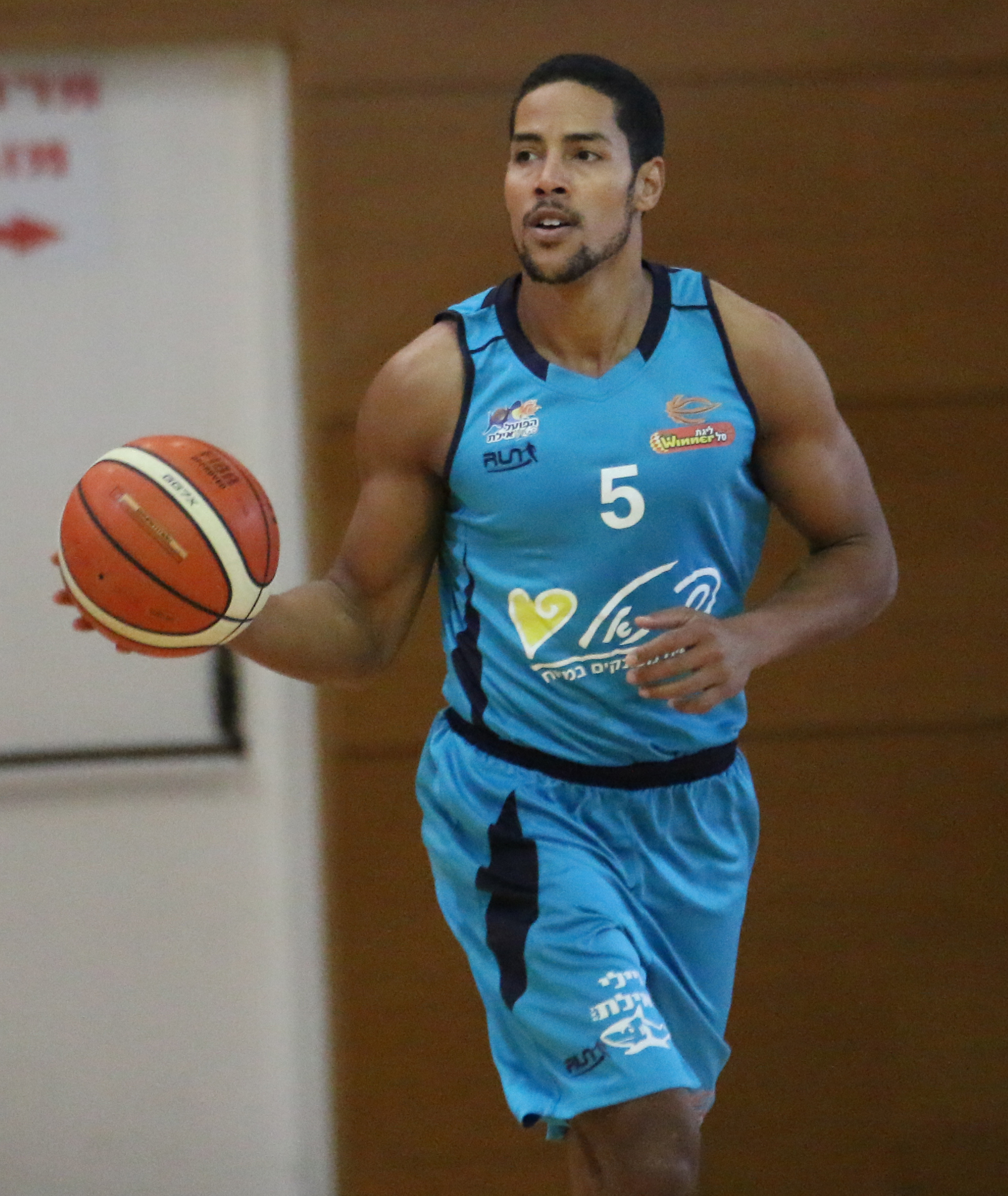
Chanan Colman (2017)

Chanan Safir Colman (* 10. März 1984 in Gladsaxe) ist ein dänischer Basketballspieler, der auch über die israelische Staatsbürgerschaft verfügt. Er wird als einer der besten Spieler in der dänischen Basketballgeschichte erachtet.

## Leben
Colman spielte in seinem Heimatland Dänemark bei den Vereinen BMS und Stevnsgade. Nach der Saison 2002/03, in der er mit Stevnsgade in der ersten dänischen Liga antrat und im Schnitt 10,8 Punkte pro Partie erzielt hatte, zog es den 1,90 Meter großen Aufbauspieler in die Vereinigten Staaten. Dort spielte er während der Saison 2003/04 im Bundesstaat Florida für die Mannschaft des Chipola College.
2004 unterschrieb er einen Profivertrag beim finnischen Erstligisten Lappeenranta NMKY und kam im Verlauf des Spieljahres 2004/05 in der Korisliiga auf einen Schnitt von elf Punkten pro Begegnung und wurde finnischer Meister. In der Sommerpause 2005 wurde der Däne als Neuzugang beim deutschen Zweitligisten Ratiopharm Ulm vermeldet, allerdings wurde der Vertrag kurz darauf wieder aufgelöst. Colman kehrte nach Finnland und zu Lappeenranta NMKY zurück, wo er in der Saison 2005/06 an die Leistungen des Vorjahres anknüpfte und abermals den Meistertitel errang.
Colman, dessen Mutter aus Israel stammt, stand 2006/07 bei Elitzur Ashkelon und 2007/08 bei Gilboa/Afula (jeweils erste israelische Liga) unter Vertrag. Zu Beginn der Spieljahres 2008/09 verstärkte er kurzzeitig Roskilde BBC in der ersten dänischen Liga und überragte in sechs Einsätzen mit 22,7 Punkten, 6,8 Rebounds und 4,2 Korbvorlagen pro Begegnung. Er verließ Roskilde, um abermals ein Angebot von Lappeenranta NMKY anzunehmen, 2009 wechselte er innerhalb der finnischen Korisliiga zu Honka Espoo.
In der Sommerpause 2010 unterschrieb er einen Zweijahresvertrag beim dänischen Erstligisten Svendborg Rabbits In beiden Jahren seiner Vertragslaufzeit war Colman Leistungsträger in Svendborg und wurde mit der Mannschaft jeweils dänischer Vizemeister. Insbesondere 2011/12 trumpfte er auf, als er 15,7 Punkte pro Spiel erzielte.
2012/13 stand er in Israel bei Maccabi Haifa unter Vertrag und errang mit der Mannschaft den israelischen Meistertitel.  2013/14 spielte der Däne zunächst bei Hapoel Jerusalem, ehe er im Laufe des Spieljahres zu Maccabi Rishon wechselte. Die Saison 2014/15 begann Colman in der dänischen Liga und bestritt neun Partien für Randers Cimbria (12,1 Punkte/Spiel), ehe er im Dezember 2014 zu Maccabi Haifa in die höchste Spielklasse Israels zurückkehrte. In der Saison 2015/16 erreichte Colman im Haifa-Hemd seine bislang besten Punktwerte in der ersten israelischen Liga (10,1 Punkte/Spiel).
2016/17 war er Leistungsträger bei Hapoel Eilat, stand 2017/18 ebenfalls in Israel bei UNET Holon unter Vertrag und erzielte im Laufe der Saison 2018/19 bei Be’er Sheva 9,3 Punkte sowie 2,8 Korbvorlagen je Partie. In der Sommerpause 2019 wechselte er nach Dänemark zurück und schloss sich dem Erstligisten BMS Herlev an, um dort unter seinem jüngeren Bruder als Trainer zu spielen. Ende Februar 2021 ging er wieder nach Israel und schloss sich bis Saisonende 2020/21 Hapoel Haifa an. Als Trainer wurde Colman in Kopenhagen als Trainer am Ajax København Sportsgymnasium tätig.

### Nationalmannschaft
Colman war dänischer Jugendnationalspieler, später bestritt er auch Einsätze in der Herrennationalmannschaft und kam auf 39 A-Länderspiele.